# Giannino Marzotto
Le Comte Giannino "Gianni" Marzotto (né le 13 avril 1928 à Valdagno et mort le 14 juillet 2012 à Padoue), dit le Conte Volante, est un ancien pilote italien de course automobile, qui courut principalement sur Ferrari au début des années 1950. 

## Biographie
Issu d'une grande famille industrielle, il fut un "gentleman driver" tout comme ses trois frères Vittorio (notamment vainqueur du Grand Prix de Monaco 1952), Umberto et Paolo. 
Il a notamment remporté les Mille Miglia en 1950 et 1953, avec pour copilote Marco Crosara.
Il s'est encore imposé dans les 3 Heures de Rome en 1950, la Coupe d'Or des Dolomites la même année (2e en 1952), puis en 1951 à la Coupe de Toscane, et au Grand Prix de Rouen-les-Essarts sur Formule 2 type Ferrari 166.
Il a également terminé cinquième des 24 Heures du Mans 1953 avec son jeune frère Paolo, pour trois participations consécutives jusqu'en 1955. 
Il a renoncé à la compétition à la fin des années 1950, pour se consacrer principalement à son entreprise de textile.